# Санкт-Коломан
Санкт-Коломан —  містечко та громада в австрійській землі Зальцбург. Містечко належить округу Галлайн. 
Санкт-Коломан на мапі округу та землі. 

## Видатні особи
- Вероніка Валлінгер-Шталльмаєр - гірськолижниця.

## Виноски
1. ↑   www.stkoloman.salzburg.at